# Shigemitsu Egawa
Shigemitsu Egawa (江川 重光, Egawa Shigemitsu) est un footballeur japonais né le 31 janvier 1966 à Yokkaichi dans la préfecture de Mie au Japon.